# Jan Backman (geolog)
Jan Backman, född 1948, är en svensk geolog.
Backman blev 1974 filosofie kandidat vid Stockholms universitet och 1980 filosofie doktor med Ivar Hessland som handledare. Han var postdoc vid University of Cambridge 1981, och blev 1985 blev docent i Stockholm, var lektor i Cambridge 1986-1987, från 1988 universitetslektor i Stockholm och från 1997 professor i allmän och historisk geologi vid Stockholms universitet.
Hans forskningsområden är maringeologi, kenozoikums paleooceanografi och biostratigrafi för kalkartade nanofossil.
Backman invaldes 2006 som ledamot av Kungliga Vetenskapsakademien.